# 圣亚拿圣三一堂
圣亚拿圣三一堂（St. Ann's and the Holy Trinity Church）是一座古老的圣公会教堂，位于纽约市布鲁克林区布鲁克林高地蒙塔古街与克林顿街转角。

## 历史

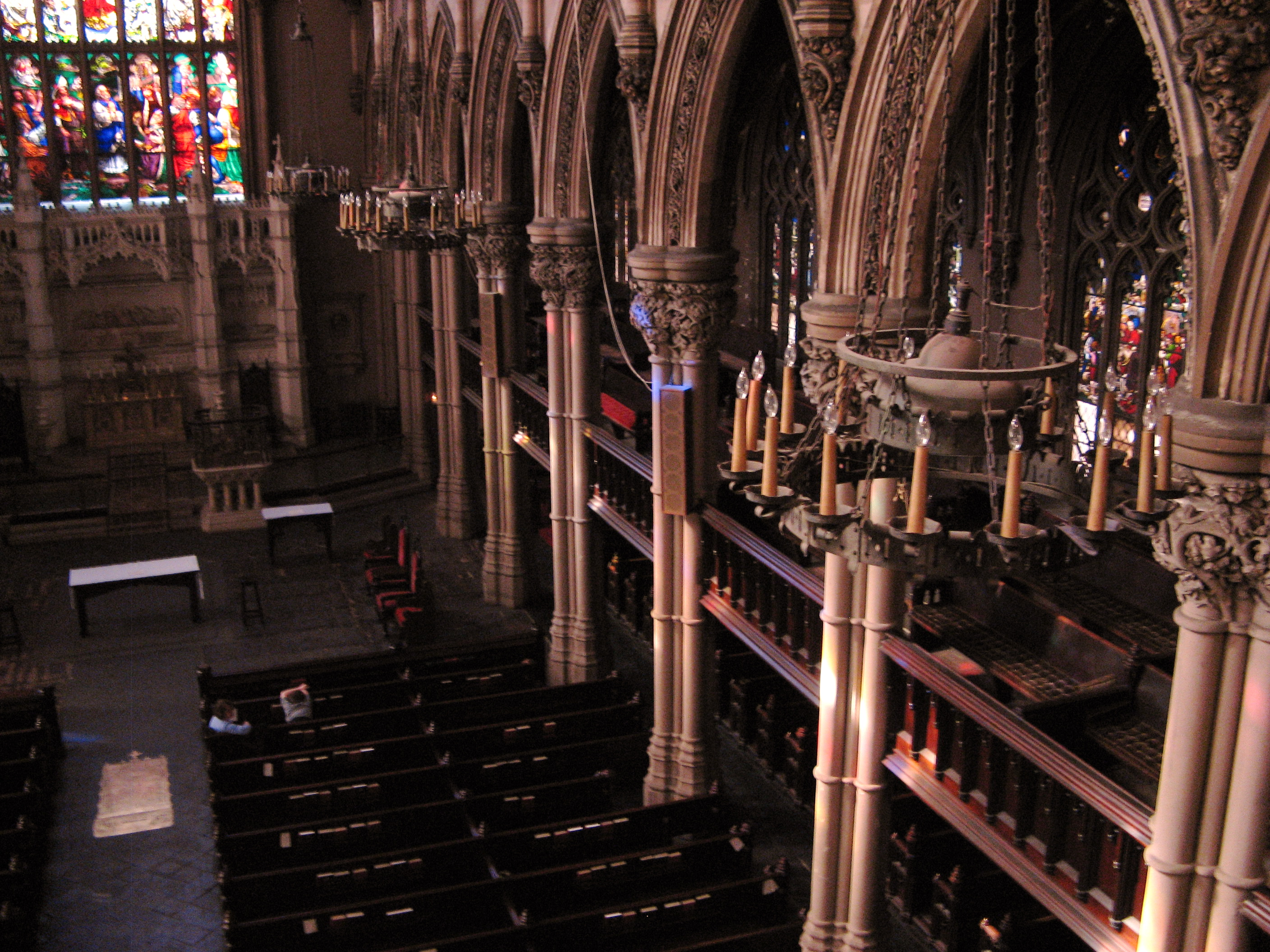
内部

该建筑原为圣三一堂，建于1847年。1957年关闭，空置12年之久。1969年，布鲁克林最古老的圣公会堂区圣亚拿堂（1787年建立）迁入当时空置的圣三一堂。该堂拥有美国一些最古老的花窗玻璃。该堂于1987年列为美國國家歷史地標。
圣三一堂的设计者是19世纪美国杰出建筑师Minard Lafever，花窗玻璃出自威廉·博尔顿之手 。